# José Emilio Suárez Trashorras
José Emilio Suárez Trashorras (Avilés, 1976) és un delinqüent, exminaire i confident policial espanyol, condemnat a 34.715 anys de presó com cooperador necessari de 192 delictes d'assassinat terrorista, per la seva participació en l'atemptat de Madrid de l'11 de març de 2004. Segons va concloure l'Audiència Nacional, va facilitar els explosius emprats en els atemptats als seus autors.

## Historial delictiu
Va ser detingut en 2001 per venda de drogues en el marc de l' Operació Pipol, i en aquest mateix any es va iniciar com a confident policial de l'inspector encarregat d'estupefaents en la comissaria d'Avilés, Manuel García Rodríguez, conegut com Manolón. Al gener de 2007, va ser condemnat a deu anys de presó per tinença i tràfic d'explosius.
Va ser detingut el 18 de març de 2004 acusat de facilitar els més de 200 quilos d'explosius als terroristes que van cometre l'atemptat de Madrid de l'11 de març de 2004. En el judici pels atemptats va ser l'acusat per qui es va sol·licitar una major pena, 34.715 anys, per 192 delictes d'assassinat terrorista i centenars d'ells en grau de temptativa. El seu advocat va ser Gerardo Turiel, professor de Dret romà de la Universitat d'Oviedo.
La sentència final va considerar provat que havia facilitat el robatori dels explosius de Mina Conchita, situada en el consell de Belmonte de Miranda, a Astúries, per a ser usats en l'atemptat, sabent que el destí dels mateixos era cometre assassinats. Els explosius es van subministrar en diferents tandes a Jamal Ahmidan, "El Xinès", narcotraficant que va participar activament en l'organització dels atemptats i més tard es va suïcidar a Leganés, a qui va conèixer gràcies a Rafá Zouhier.
Va ser condemnat per la Audiència Nacional a 34.715 anys i 6 mesos de presó per tots els delictes que se li imputaven en l'acusació, en grau de cooperador necessari: 191 assassinats consumats, 1856 assassinats en grau de temptativa, quatre delictes de estralls terroristes i un de falsedat documental (per falsificació de plaques matrícula). La pena es va reduir respecte les peticions de la fiscalia i les acusacions particulars, que sol·licitava una major pena de 38.976 anys, en tenir-se en compte una atenuant de tipus mental (diagnosticat com esquizofrènic paranoidee). La sentència es va fer pública el 31 d'octubre de 2007 i va ser confirmada pel Tribunal Suprem d'Espanya el 17 de juliol de 2008.
Es l'espanyol amb la pena carcerària més elevada de la història després de ser condemnat com a col·laborador necessari en  l'atemptat de l'11-M. Encara que durant el judici va defensar la seva innocència, al març del 2024 i coincidint amb el 20è aniversari del 11-M, en una conversa amb el seu advocat, Suárez Trashorras va demanar perdó a les víctimes per tot el que va fer, i va assenyalar la seva voluntat de voler reunir-se amb totes i cadascuna d'elles per a tractar de «explicar-los-ho tot». En aquesta mateixa conversa, Trashorras va sol·licitar acollir-se a la llei d'eutanàsia, com a protesta perquè no li donen «cap tractament mèdic ni psiquiàtric» i no li deixen accedir als seus «metges privats» o «psicòlegs».